# 岸由一郎
岸 由一郎（きし ゆういちろう、1972年9月30日 - 2008年6月15日）は、日本の学芸員、交通史研究家。鉄道博物館学芸員。

## 人物・来歴
1972年9月、群馬県前橋市生まれ。中学・高校時代を福井県で過ごし福井大学附属中学校、福井県立藤島高校を卒業する。この時期、鉄道友の会福井支部に在籍しており、京福電気鉄道福井鉄道部（後のえちぜん鉄道）の列車に親しんだことが鉄道分野での本格的な活動のきっかけとなったという。
1991年4月に東京学芸大学教育学部情報環境科学課程（J類）文化財科学専攻に進学し、交通地理ゼミにおいて青木栄一教授の指導を受けた。大学在学当時から『鉄道ピクトリアル』誌などへの投稿を始めた。その後、東京学芸大学大学院教育学研究科博物館学専修に進学する。青木とは、自宅も隣接し、公私ともに親しくしていたという。卒業論文のタイトルは「地方私鉄における旅客車両の変遷に関する研究 -福井県京福電気鉄道を例に-」、修士論文のタイトルは「鉄道博物館の成立と変容」であった。
卒業後の1997年からは交通博物館に学芸員として勤務。2006年5月の交通博物館閉館時には、最後の模型鉄道運転を担当した。その後は交通博物館の展示物の多くを継承した鉄道博物館に出向し、引き続き学芸員として活動した。業務としてのマスコミ対応などで館内の案内役としてテレビ番組などに出演したこともあった。
学芸員の仕事は、主に模型鉄道の運転、鉄道の日イベントなどでの解説を務めた。岸の解説は解りやすく、評判であった。また、展示車両の修復も行っていた。
また他方で青木の影響を受け、京福電気鉄道福井鉄道部など、地方の中小規模私有鉄道の車両研究を進めた。調査の準備、資料収集や聞き取りの仕方、資料性の高い記事執筆方法などは、青木栄一ゼミの後輩で黒部峡谷鉄道の調査を共に行った高嶋修一から高い評価をされている。
廃線や会社整理などで散逸の激しい中小私鉄の資料保存にも日本各地で関わった。1995年には笹田昌宏と加悦SL広場友の会（加悦鉄道保存会）を設立。1998年には福井県内の私鉄を応援する「ふくい私鉄サポートネットワーク」を結成した。新潟交通電車線（1933年開業、1999年廃止）では沿線の新潟県西蒲原郡月潟村（現新潟市南区）での旧月潟駅舎及び車両3両、経営資料の保存活動を支援した。2007年4月1日に廃止されたくりはら田園鉄道（前身の栗原電鉄は1918年起業、1921年路線開業）の資料保存についても老川慶喜らとともに関わっていた。これ以外に津軽鉄道、十和田観光電鉄、わたらせ渓谷鐵道、蒲原鉄道、のと鉄道、有田鉄道、東京都交通局都電荒川線などで関わっている。なお、これらの各地の鉄道資料保存に関する各種活動は、交通博物館・鉄道博物館の学芸員としてではなく、岸個人として行っていた。また、それらの活動に関する著作活動も行った。
2008年6月13日、くりはら田園鉄道の保存活動に関わる会議のため宮城県栗原市を訪問。もとは日帰りの予定であったが翌日が休みであったことから、栗原市の湿原での観光資源調査に同行することになり、同市栗駒沼倉にある駒の湯旅館に宿泊した。翌14日朝に岩手・宮城内陸地震が発生。そのおよそ10分後、土砂崩れに伴う土石流が旅館を直撃した。旅館の建物は50メートルほど押し流されて倒壊。2階建ての1階部分が土砂と水で埋めつくされた。生き埋めになった岸は翌15日の午後になって捜索隊により発見されたものの、窒息のため既に死亡していた。その後、両親のいる群馬県前橋市で6月17日に通夜、6月18日に告別式が営まれた。
コレクションは、芝浦工業大学附属中学高等学校内に設置された「しばうら鉄道工学ギャラリー」にて所蔵管理されている。

## 鉄道関連の活動分野
- 交通史研究
  - 執筆活動
- 学芸員
  - 交通博物館
  - 鉄道博物館
- 鉄道保存

## 著作

### 図書
- 『全国トロッコ列車 ファミリーで楽しむ愉快なレイルウェイたち』（JTBパブリッシング、2001年） ISBN 978-4-533-03861-7 笹田昌宏との共著
- 『RM LIBRARY 51 十和田観光電鉄の80年 -軽便から釣掛電車まで-』（ネコ・パブリッシング、2003年） ISBN 978-4-7770-5024-6

### 雑誌記事
- 「譲渡車両で体質改善を図った福井鉄道（特集 譲渡車両めぐり）」 『鉄道ピクトリアル』56(9) （通号 779） 2006年9月
- 「黒部峡谷鉄道 （特集 北陸地方のローカル私鉄） -- （現有私鉄概説）」高嶋修一との共著　『鉄道ピクトリアル』 51(5)（通号 701）（臨増） 2001年5月
- 「福井鉄道 （特集 北陸地方のローカル私鉄） -- （現有私鉄概説）」『鉄道ピクトリアル』51(5)（通号 701）（臨増）2001年5月
- 「ご縁をまとめて150両--京王重機整備とその仕事 （特集 譲渡車両）」『鉄道ピクトリアル』49(12)（通号 678）1999年12月
- 「沿線案内図にみる秩父鉄道と観光--大正〜昭和初期をふりかえる （<特集> 秩父鉄道）」『鉄道ピクトリアル』 48(11) 1998年11月
- 「長野電鉄と沿線案内図--大正・昭和初期の観光PR（甲信越・東海地方のローカル私鉄） -- （鉄道史の興味・研究）」『鉄道ピクトリアル』 48（4臨増）1998年04月
- 「京福電鉄テキ511形ものがたり (特集 惜別 碓氷峠)」『鉄道ピクトリアル』47(8) 1997年08月
- 「秋田中央交通沿革史--五城目軌道から秋田中央交通まで（<特集>東北地方のローカル私鉄） -- （鉄道史の興味・研究）」『鉄道ピクトリアル』 47(4) 1997年04月
- 「津軽鉄道 (<特集>東北地方のローカル私鉄) -- （現有私鉄概説）」『鉄道ピクトリアル』47(4) 1997年04月
- 「失われた鉄道・軌道を訪ねて(69)庄川水力電気」『鉄道ピクトリアル』 47(1) 1997年01月
- 「私鉄車両めぐり(155)福井鉄道 （特集 北陸の鉄道）」『鉄道ピクトリアル』 46(9) 1996年09月
- 「銚子電気鉄道デキ3の履歴」沢内一晃との共著 『鉄道ピクトリアル』 46(8) 1996年08月
- 「鉄路の跡を訪ねて 上田交通真田傍陽（北東）線」『鉄道ファン』 35(12) 通号416、1995年12月
- 「京福電鉄福井鉄道部各社分立時代の車両たち」上・下 『鉄道ピクトリアル』 通号581・583、1993年